# Kosova Airlines

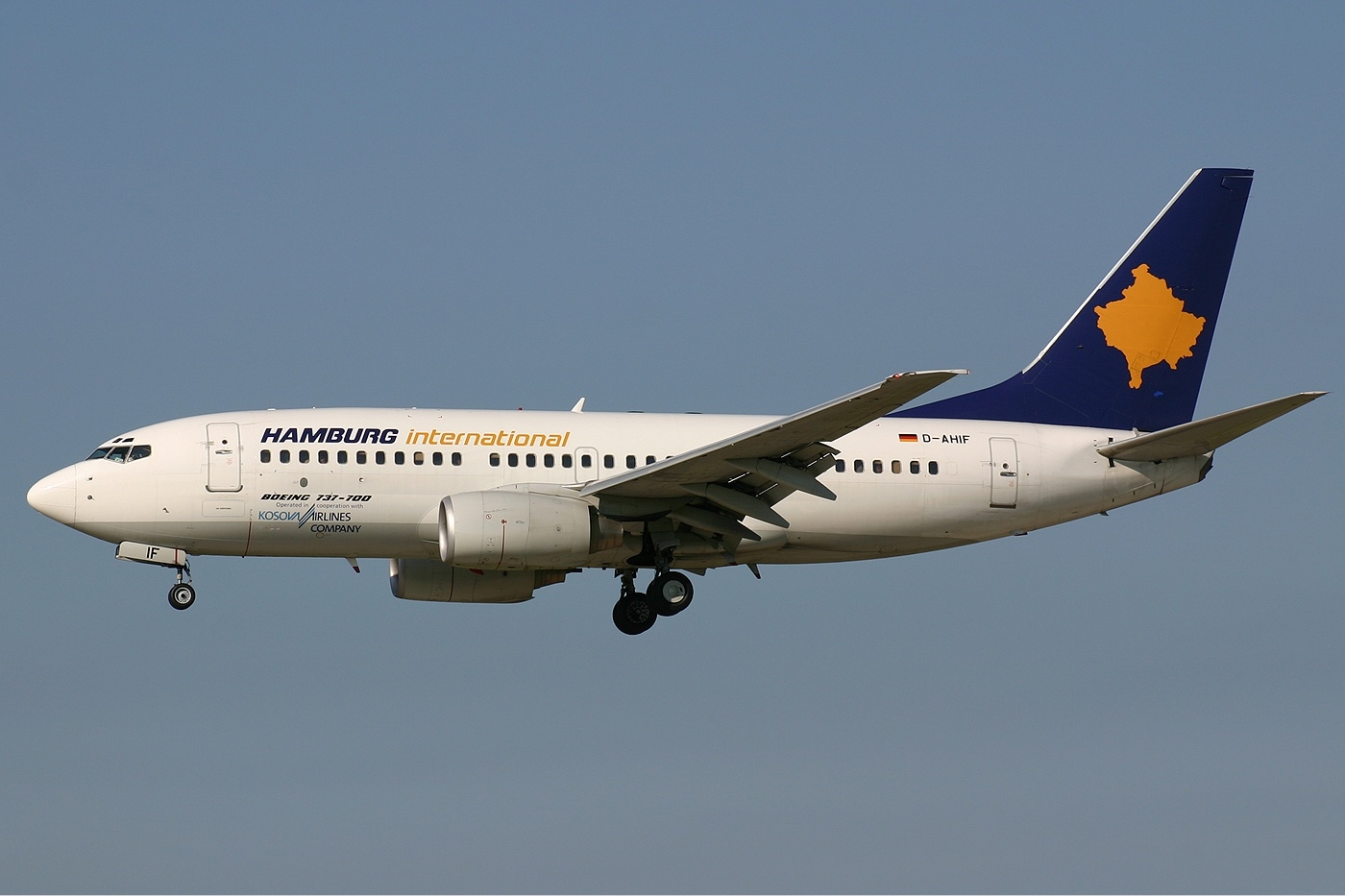
Boeing 737-700, de enda flygplanet i flottan.

Kosova Airlines är ett flygbolag med säte i Kosovo. Flygbolaget ägs av Remzi Ejupi som också äger Kosovos största resebyrå, kallad Eurokoha. Kosova Airlines största konkurrent är Air Prishtina. Kosova Airlines har direktflyg till nedanstående destinationer, men erbjuder även andra resmål.
- Frankfurt, Tyskland
- Düsseldorf, Tyskland
- Genève, Schweiz
- Göteborg, Sverige
- Hamburg, Tyskland
- München, Tyskland
- Pristina, Kosovo
- Stuttgart, Tyskland
- Skopje, Nordmakedonien
- Zürich, Schweiz